# سوانی (بلژیک)
شهر سوانی (به فرانسوی: Soignies) در شهرستان سوانی در استان انو در منطقه فدرال والوون در کشور بلژیک واقع شده‌است.